# El suport mutu: un factor d'evolució
El suport mutu: un factor d'evolució és un llibre de Piotr Kropotkin (1842-1921) publicat per l'editorial londinenca Heinemann l'any 1902. El llibre és un recull d'articles que el naturista i anarquista rus va publicar a l'eminent revista científica The Nineteenth Centtury entre 1890 i 1896. Va ser publicat en català l'any 2021 per Virus Editorial, amb traducció d'Alba Padrós.
El llibre recull la tesi principal que l'ajuda mútua entre els individus d'una mateixa espècie ha estat i és un factor principal en el procés evolutiu. En aquest sentit, l'obra és considerada pionera i antecedent del concepte d'altruisme en etologia, de la genètica de poblacions i de la sociobiologia. Així mateix, el llibre és una peça clau en la concepció de l'anarquisme de Kropotkin, que va ser un dels principals teòrics del pensament llibertari.
Des de la seva primera publicació, el llibre ha estat reeditat i publicat en molts idiomes (en català entre d'altres).

## Gènesi del llibre
Ens hem de remuntar a l'any 1859, quan Charles Darwin va publicar el seu llibre "L'origen de les espècies", on desenvolupava la teoria de l'evolució. Aquest llibre va obrir un fort debat científic, primer contra el dogma religiós i després sobre els factors i les característiques de l'evolució.
Thomas Henry Huxley, avi de l'escriptor anarquista Aldous Huxley (autor de la novel·la "Un món feliç"), es va convertir en el principal defensor de les tesis darwinistes. Però també en el principal defensor de la lluita mútua com a principal factor de l'evolució. Va agafar un aspecte lateral de la teoria de Darwin, la lluita per l'existència -struggle for life en anglès- i el va elevar a la categoria de dogma. Va definir aquesta lluita com el principal factor de l'evolució animal i humana i en va deduir que la força era l'aspecte més important. Va arribar a escriure: "els més dèbils i els més estúpids estan condemnats a mort". La seva teoria quedaria escrita l'any 1888 a la revista Nineteenth Century, en un article titulat Struggle for Existence and its Bearing upon Man. Altres van anar encara més lluny i van aplicar les teories de Huxley a la soceitat humana. D'això se'n va dir 'Darwinisme social' i el seu principal impulsor va ser Herbert Spencer, continuador de la tradició del Leviatan (1651) de Thomas Hobbes, justificant l'existència de l'estat amb la lluita de tots contra tots per la supervivència (Homo homini lupus). Cal recordar que eren els anys de la implantació del capitalisme i el liberalisme. Les idees de Huxley van esdevenir una excel·lent excusa per als defensors del laissez-faire i van redimir els que se sentien culpables per anhelar la possessió i la riquesa.
La primera nota discordant amb el discurs dominant la va posar el professor Karl F. Kessler, degà de la Universitat de Sant Petersburg. Durant la dècada de 1870 va fer una sèrie d'estudis zoològics que li van mostrar un altre factor de l'evolució, l'ajuda mútua, el suport mutu. El gener de l'any 1880 va donar una conferència al Congrés de Naturalistes Russos titulada 'Sobre la llei de l'ajuda mútua' en la que va afirmar la seva creença que el suport mutu era un factor més important que la lluita mútua en el procés d'evolució. Però les observacions de Kessler van passar desapercebudes i ell va morir l'any següent.
L'any 1883, Kropotkin va llegir la transcripció de la conferència i va quedar profundament colpit. Va pensar que aquestes idees eren el desenvolupament màxim de les idees de Darwin. Immediatament va decidir posar-se a treballar per confirmar la hipòtesi de Kessler i rebatre així la teoria de Huxley: l'ajuda mútua -i no la lluita mútua- és el factor principal de l'evolució. Es va passar set anys a la Sibèria oriental i al nord de Manchúria estudiant la vida dels animals salvatges, entre 1862 i 1867. Les seves conclusions van ser clares: "No vaig trobar aquella lluita cruel pels mitjans de subsistencia entre els animals pertanyents a una mateixa especie", "Existeix però mai pren la importància dels obstacles naturals a la multiplicació" i “Veia jo l'ajuda i el suport mutu portat a tals proporcions...". Kropotkin va comentar i contrastar el seu treball amb Henry Walter Bates que, indignat amb les tesis de Huxley, li va donar tota la raó i van acordar un suport per escrit que Bates no va poder materialitzar perquè Kropotkin va trigar set anys més a escriure el llibre i Bates ja havia mort. Bates havia estat el principal col·laborador de Darwin en les seves investigacions sobre l'evolució. Kropotkin també va estudiar l'ajuda mútua en les societats humanes i es va adonar de "la importància de les diferents institucions de suport mutu que es van desenvolupar en la humanitat gràcies al geni creador de les masses salvatges".
Amb aquest llibre es va tancar la disputa sobre l'ajuda mútua com a factor de l'evolució que, com diu Dobzhansky "A Darwin no li va passar per alt però va ser Kropotkin qui li va donar la deguda importància".

## Dins l'obra de Kropotkin
"L'ajuda mútua", junt amb quatre llibres més, forma el cos de la teoria anarquista exposada per Kropotkin. A "Paraules d'un rebel" (1885) i "La conquesta del pa" (1888), Kropotkin desenvolupa la seva teoria política anarquista. Amb "Camps, fàbriques i tallers" (1899) li dona una base econòmica. "La moral anarquista" (1924), publicat després de la seva mort, és la vessant ètica del seu pensament i "L'ajuda mútua" és la vessant filosòfica i científica. Amb aquest llibre, Kropotkin va donar una base científica a l'anarquisme: si l'ajuda mútua és el principal factor de l'evolució i la forma natural de relacions entre individus d'una mateixa especie, l'anarquisme és la forma natural de la nostra societat.